# Michele Borrelli

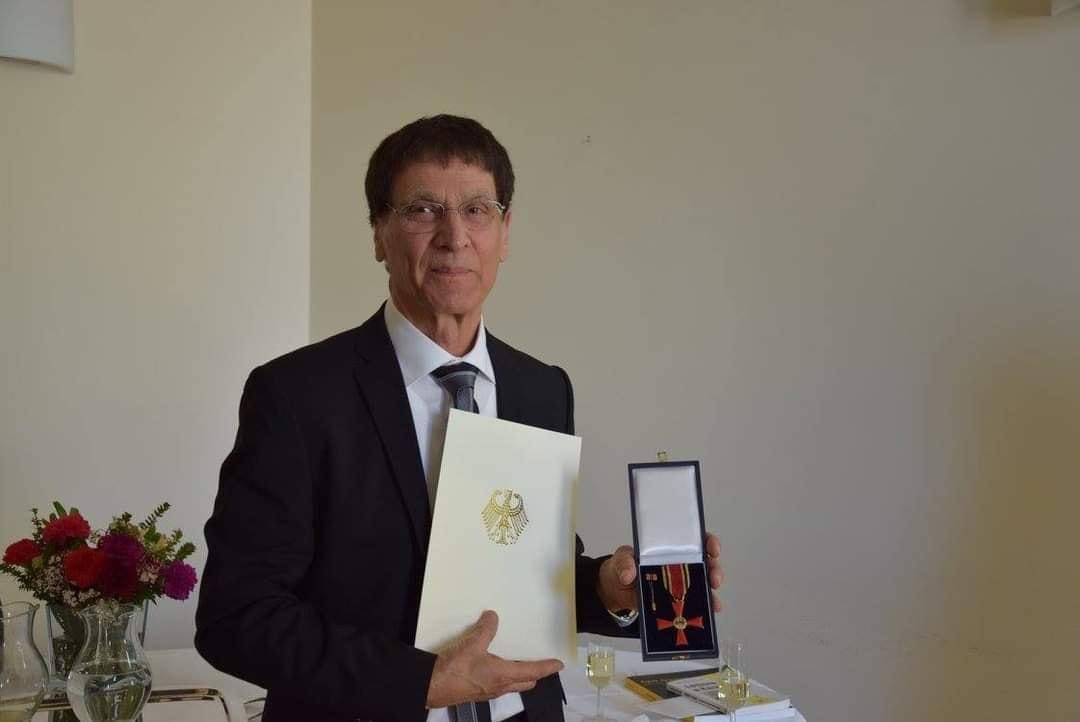
Michele Borrelli nel 2017

Michele Borrelli (Acquappesa, 2 gennaio 1947 – Montalto Uffugo, 3 marzo 2021) è stato un pedagogista e filosofo italiano.

## Biografia
Nasce nel 1947 ad Acquappesa, cittadina calabrese sul Tirreno cosentino, quinto e ultimo figlio di un musicista e di una casalinga. All'età di soli 12 anni, dopo la morte del padre, emigra in Germania dove si forma filosoficamente alla Scuola di Giesen, grazie alla collaborazione con il Prof. Kurt Gerhard Fischer di cui, inizialmente, fu allievo. Studia Antropologia, Romanistica, Scienze Politiche e Scienze Pedagogiche presso la Justus Liebig-Universität di Gießen conseguendo nel 1972 lo Staatsexamen für das Lehramt an Haupt- und Realschulen . Dopo lo Staatsexamen consegue i titoli accademici di M.A -Magister Artium nel 1974 e di Dr.Phil. -Doktor Philosophie nel 1978 (nella stessa Università di Gießen). 
Ha, inoltre, organizzato e coordinato, nell’Università di Gießen, corsi di formazione teorica e tirocinio didattico per l’insegnamento nelle scuole; corsi pedagogico-sperimentali in ambito extrascolastico in Assia (Germania) su incarico della “Landeszentrale für Politische Bildung” (Hessen), Germania; organizzato, coordinato e diretto corsi culturali per lavoratori italiani in Germania su incarico dell’Ente Nazionale ACLI Istruzione Professionale (Stoccarda, Germania), nonché corsi extrascolastici in Austria.
Nel 1988, dopo essere stato docente di Pedagogia Interculturale presso l’Università di Norimberga, ritorna a vivere ad Acquappesa in Calabria dove, a partire dal 1992, diviene titolare della cattedra di Pedagogia Generale nell’Università della Calabria prima come professore associato e poi come professore ordinario fino al suo pensionamento nel 2017. 
Nel 2005 ha istituito il Centro Filosofico Karl-Otto Apel (associazione scientifica istituita in collaborazione con il filosofo tedesco) e dal 2007 è stato ideatore e patron del Premio Internazionale Karl-Otto Apel per la Filosofia che ha visto susseguirsi ben 13 edizioni. 
Ha fondato e curato «Topologik», Rivista Internazionale di Scienze Filosofiche, Pedagogiche e Sociali.
Nel 2014 si candida alle elezioni amministrative del comune di Acquappesa e viene nominato Vicesindaco e Assessore.
Nel 2017 riceve l’onorificenza di Cavaliere dell’Ordine al Merito della Repubblica Federale di Germania per la cultura e la ricerca scientifica.
Muore nel 2021, dopo aver lottato contro una terribile malattia.

## Pensiero
Il suo lavoro di ricerca ha riguardato la fondazione epistemologica della Pedagogia e la riflessività teoretico-pedagogica; storico-pedagogica; pedagogico-didattica; pedagogico-sistematica. Gli studi relativi all’ambito pedagogico-sistematico interessano soprattutto il contesto teorico scientifico-filosofico della pedagogia generale. Gli studi relativi all’ambito storico-pedagogico hanno contestualizzato l’aspetto storiografico e sistematico della pedagogia generale: positivismo filosofico (positivismo e metafisica; positivismo e filosofia; positivismo e politica); positivismo e pedagogia (pedagogia - scienza - etica);  ontologia;  spiritualismo; herbartismo; sociologia e pedagogia (Mosca/Pareto); istorismo e pedagogia (Croce);  idealismo e pedagogia (Gentile). Gli studi relativi all’ambito pedagogico-didattico hanno contestualizzano la ricerca teorica all’interno della didattica delle scienze sociali: sociologia dell’emigrazione di massa; ecologia; teorie dell’avvento di fascismo e nazionalsocialismo;  teorie liberali;  teorie marxiste;  la divisione internazionale del lavoro; studi sull’economia politica di Turchia, Grecia, Italia, Spagna, Portogallo, Germania.
Un ulteriore settore di ricerca ha riguardato la dicibilità teoretica, la giustificazione filosofica della pedagogia interculturale come disciplina accanto alle altre scienze umane e sociali. Le sue tesi filosofiche di fondazione pedagogica interculturale, fondate soprattutto sull’esperienza in Germania, sono state poi recepite quasi interamente nel mondo scientifico italiano e in altri paesi europei. Con il suo lavoro sulla pedagogia interculturale non ha solo dato un importante contributo alla scienza ma anche a una società più aperta e più tollerante. 
Gli studi relativi all’area della metodologia delle scienze sociali (con riguardo ad alcuni particolari ambiti: semiotica, teoria del linguaggio, pragmatica trascendentale) hanno interessato soprattutto la possibilità di discutere il problema della fondazione delle scienze sociali e, in particolare, di problematizzare il metodo trascendentalpragmatico e il concetto di etica del discorso nella prospettiva di ricostruzione della discorsività scientifico-pedagogica.
Nel libro Lettere a Kant. La trasformazione apeliana dell’etica kantiana, Pellegrini, Cosenza 2005 ha sviluppato una rielaborazione critica della filosofia kantiana secondo la chiave di lettura trascendentalpragmatica, in base al doppio passaggio elaborato da Karl-Otto Apel: dall’Io conoscente al co-soggetto o intersoggetto e dalla separazione-distinzione di ragione pratica, ragione teoretica e ragione estetica all’unitarietà di queste tre accezioni di ragione nella ragione argomentativa. 
La ricerca di fondazione delle scienze sociali, avviata con la Collana Metodologia delle Scienze Sociali, in un lavoro in comune con la teoria sistemica di Niklas Luhmann e la pragmatica trascendentale di Karl-Otto Apel, in collaborazione con altri autorevoli esponenti della filosofia contemporanea di area soprattutto germanica, ha interessato anche l’area filosofica italiana contemporanea e, anche in questo caso, alcune delle sue voci più autorevoli. Le linee di ricerca filosofica e pedagogica che Michele Borrelli ha ripreso e rimesso in discussione confrontandosi con filosofi, pedagogisti e studiosi delle scienze umane e sociali, sia in ambito nazionale che in ambito internazionale vanno (per quanto riguarda la filosofia e le scienze umane e sociali) dalla pragmatica trascendentale al pensiero debole, dalla crisi della ragione alla critica del postmoderno, dalla rivisitazione delle ontologie metafisiche alla scuola analitica, dalla fenomenologia alla messa in discussione dell’ultimo Heidegger e dell’ermeneutica filosofica di Gadamer; (per quanto riguarda la ricerca pedagogica) dalla crisi del fondamento alla critica dello scientismo, dalla riproposizione di un’idea dialettico-ontologica della pedagogia alla ripresa di un concetto di Bildung che recuperi, in senso diltheyano, la logica delle ‘scienze’ umane e sociali: la riproposizione, cioè, di una linea di ricerca che vede nell’ermeneutica critica la condizione di possibilità del portarsi oltre lo scientismo e riformulare l’idea originale di Bildung mediante il recupero, secondo il filosofo-pedagogista Michele Borrelli, di un concetto di ragione che ‒ nonostante il dilagare di una ragione frantumata in mille rivoli ‒ riesca a ricomporsi, nel senso kantiano, non solo nella sua dimensione teoretica, ma anche e soprattutto, nella sua dimensione pratica e nella sua dimensione estetica.
Nel 2010  pubblica il volume Filosofie contemporanee (a cura e con R. Fornet-Betancourt), traducendo tutte le interviste (prima parte dell’amplissimo testo) con K.-Otto Apel, M. Bunge, R. Fornet- Betancourt, M. Foucault, M. Frank, A. Heller, K. Kosik, J. Kristeva, E. Lévinas, N. Luhmann, R. Panikkar, G. Petrovic, J.-Paul Sartre e traducendo tutti i  contributi in lingua tedesca, presenti nella seconda parte del testo. Contributi di: H. Albert, C. F. Gehtmann, J. Habermas, H. Lübbe, J. Mittelstraß, G. Radnitzky, H. Schnädelbach,  A. Wellmer, W. Welsch.
Nel 2011 è uscito il volume internazionale collettaneo: Pensiero critico - Scritti internazionali/ Internationale Beiträge  in onore (zu Ehren von) Michele Borrelli con contributi di: K.-O. Apel, D. Benner, A. Bernhard, J. Breithausen, F. Cambi, F. Caputo, L. Corradini, A. Cortina, F. Crespi, A. Fabris, Phil. Foray, R.-Fornet Betancourt, M. Gennari, R. Hesse, G. Marramao, H. Merkens, D. J. Michelini, W. Müller, Nadezda Pelcova, A. Portera, J. Ruhloff, G. Vattimo, P. Zedler, G. Zizola.
In uno dei suoi studi recenti Postmodernità e fine della ragione (2010) rovescia la critica che i filosofi postmoderni sferrano alla filosofia metafisica contro lo stesso filosofare dei postmodernisti. Nelle riflessioni sviluppate nei libri La ricerca del fondamento in pedagogia – Contro una pedagogia ridotta a scienza empirica (2011) e  Il tramonto della paideia in Occidente (2013) si coglie, da un lato, il nichilismo in cui è sprofondata la paideia dell’Occidente e, dall’altro, l’ottimismo di uscirne fuori aprendo a un orizzonte di senso che definisce “paideia etica”.
È stato il propugnatore di un Nuovo Umanesimo (per un’etica minima universalmente condivisibile), nel volume pubblicato nel 2017 Nuovo umanesimo o nichilismo. Grandezza e miseria dell’Occidente, da contrapporre all’invadente Nichilismo che mette a rischio la globalità del pianeta terra.
Nel suo ultimo libro L’umano e l’eterno (2021), attraverso la filosofia e la poesia, ha ricercato il senso dell’esistere nella dialettica tra Immanenza e Trascendenza, considerata come cifra portatrice di senso e la sola in grado di poter tracciare significativamente il sentiero breve e interrotto del destino dell’esistenza individuale umana unificando immanenza e trascendenza, l’Umano e l’Eterno, l'essere e il nulla.

## Opere principali
VOLUMI:
- Giovanni Bosco, Pädagogik der Vorsorge (a cura di, con K. G. Fischer), Collana: «Quellen zur Historischen, Empirischen und Vergleichenden Erziehungswissenschaft», diretta da Theodor Rutt, Schöningh, Paderborn 1966;
- Giovanni Gentile, Philosophie und Pädagogik (a cura di, con K. G. Fischer), Collana: «Quellen zur Historischen, Empirischen und Vergleichenden Erziehungswissenschaft», diretta da Theodor Rutt, Schöningh, Paderborn 1970;
- Italien - Fakten, Analysen, Tendenzen des Bildungswesens (con K.G. Fischer), Ehrenwirth, München 1970;
- Minderheiten in der Bundesrepublick – Das Beispiel Gastarbeiter, Metzler, Stuttgart 1973;
- Projekt Umweltschmuzt und Umweltschutz, Metzler, Stuttgart 1974;
- Fremdarbeiter – Gastarbeiter – Arbeitsemigranten. Ökonomie und Politik, Metzler, Stuttgart 1979;
- Politische Bildung in Italien – Revolution und Konterrevolution, Metzler, Stuttgart 1979;
- Curriculum Ökologie – Ökonomie und Politik, Metzler, Stuttgart 1980;
- Interkulturelle Pädagogik. Positionen – Kontroversen – Perspektiven (a cura di), Schneider, Baltmannsweiler 1986;
- Interkulturelle Pädagogik im internationalen Vergleich (a cura di, con G. Hoff), Schneider, Baltmannsweiler 1987;
- Zur Didaktik Interkultureller Pädagogik, vol. I (a cura di), Schneider, Baltmannsweiler 1992;
- Zur Didaktik Interkultureller Pädagogik, vol. Il (a cura di), Schneider, Baltmannsweiler 1992;
- Deutsche Gegenwartspädagogik, vol. I (a cura di, con J. Ruhloff), Schneider, Baltmannsweiler 1993;
- Educazione al lavoro nell’Europa degli anni ‘90 (a cura di, con L. Corradini, A. Pieretti, G. Serio), Pellegrini, Cosenza 1992;
- Popoli – Culture – Stati (a cura di, con L. Corradini, A. Pieretti, G. Serio), Pellegrini, Cosenza 1994;
- La pedagogia tedesca contemporanea (a cura di), vol. I, la ed. 1993, 2ª ed. 1995, Pellegrini, Cosenza (1993-1995);
- La pedagogia italiana contemporanea (a cura di), vol. I, la ed. 1994, 2ª ed. 1995, 3ª ed. 1997, Pellegrini, Cosenza (1994-1997);
- Deutsche Gegenwartspädagogik (a cura di, con J. Ruhloff), vol. II, Schneider, Baltmannsweiler 1996;
- La pedagogia italiana contemporanea (a cura di), vol. II, Pellegrini, Cosenza 1995;
- La pedagogia tedesca contemporanea (a cura di, con J. Ruhloff), vol. II, Pellegrini, Cosenza 1996;
- La pedagogia italiana contemporanea (a cura di), vol. III, Pellegrini, Cosenza 1996;
- Deutsche Gegenwartspädagogik (a cura di, con J. Ruhloff), vol. III, Schneider, Baltmannsweiler 1998;
- La pedagogia tedesca contemporanea (a cura di, con J.Ruhoff), vol. III, Pellegrini, Cosenza 1998;
- Pedagogia come ontologia dialettica della società, 1ª ed. 1998, 2a ed.1999, 3ª ed. riv. e ampl. 2002, 4ª ed. riv. e ampl. 2005, 6ª ed. 2011, Pellegrini, Cosenza (1998-2011);
- Teoria sistemica – Ermeneutica fenomenologica – Ermeneutica trascendentale (a cura di), Collana: Quaderni Interdisciplinari. Metodologia delle scienze sociali, Pellegrini, Cosenza 1998;
- Fallibilismo e pragmatica trascendentale – Razionalismo critico – L'idea di libertà – Religione e illuminismo – Comprendere e interpretare – L'ontologia postmoderna (a cura di), Collana: Quaderni Interdisciplinari. Metodologia delle scienze sociali, Pellegrini, Cosenza 2000;
- Dissoluzione della filosofia – Discorso sulla soggettività – Fondazione ultima – Razionalismo critico e filosofia politica – Valori e valutazioni – Ragione trasversale – Metafisica e esperienza (a cura di), Collana: Quaderni Interdisciplinari. Metodologia delle scienze sociali, Pellegrini, Cosenza 2001;
- La Pedagogia Tedesca Contemporanea (a cura di), vol. I, 4ª ed. riv. e ampl. 2005 (1ª ed. 1993, 2ª ed. 1995, 3ª ed. riv. e ampl. 2001), Collana: Scienza Pedagogica - Sezione: Pedagogia Teoretica, Cosenza: Pellegrini, (1993-2005);
- Filosofi italiani contemporanei (a cura di), Collana: Quaderni Interdisciplinari. Metodologia delle scienze sociali, Cosenza: Pellegrini, 2003;
- Kritik in der Pädagogik (a cura di, con D. Benner, F. Heityng, C. Winch), Zeitschrift für Pädagogik, N. 46, Weinheim: Beltz, 2003;
- Cura, traduzione e presentazione del volume: K.-O. Apel, Lezioni di Aachen e altri scritti, Collana: Metodologia delle scienze sociali, Cosenza: Pellegrini, 2004;
- Pedagogia critica (a cura e traduzione), Collana: Pedagogia Teoretica, Cosenza: Pellegrini, 2004;
- Cura, traduzione e presentazione del volume: Karl-Otto Apel, Cambiamento di paradigma. La ricostruzione trascendentalermeneutica della filosofia moderna, Collana: Metodologia delle scienze sociali, Cosenza: Pellegrini, 2005;
- Lettere a Kant. La trasformazione apeliana dell'etica kantiana, Collana: Metodologia delle scienze sociali, Cosenza: Pellegrini, 2005, 2ª ed. riv. e ampl. 2008, 3ª ed. riv. e ampl. 2010;
- Perspektiven Allgemeiner Paedagogik. Dietrich Benner zum 65. Geburtstag (a cura di, con J. Ruhloff, J. Bellman et Alii), Weinheim und Basel: Beltz, 2006;
- Cura, traduzione e presentazione del volume: Karl-Otto Apel, Ermeneutica e filosofia trascendentale in Wittgenstein, Heidegger, Gadamer, Apel, Pellegrini, Cosenza 2006;
- A cura di (con M. Kettner), Laudatio in honorem Karl-Otto Apel, Collana Metodologia delle Scienze Sociali, vol. 14, Cosenza: Pellegrini Editore, 2007;
- A cura di (con M. Kettner), Filosofia trascendentalpragmatica – Transzendentalpragmatische Philosophie - Scritti in onore di Karl-Otto Apel per il suo 85º compleanno, Metodologia delle Scienze Sociali, vol. 15, Cosenza: Pellegrini Editore, 2007;
- A cura (con F. Caputo), Topologik. Collana di Studi Internazionali di Scienze Filosofiche e Pedagogiche (numeri 1 e 2), Cosenza: Pellegrini Editore, 2007;
- M. Borrelli, N. Gratteri, A. Nicaso, Il grande inganno. I falsi valori della 'ndrangheta, Collana “Mafie”, Cosenza: Pellegrini Editore, 2008;
- Ermeneutica trascendentale e fondazione ultima di filosofia e scienza. Introduzione al pensiero di Karl-Otto Apel, Metodologia delle Scienze Sociali, Vol. 16, Cosenza: Pellegrini Editore, 2008;
- A cura (con F. Caputo), Topologik. Collana di Studi Internazionali di Scienze Filosofiche e Pedagogiche (numeri 3 e 4), Cosenza: Pellegrini Editore, 2008;
- Difendiamo la democrazia. Per una didattica di prevenzione dell’illegalità e della criminalità organizzata, Cosenza: Pellegrini Editore, 2009;
- A cura (con F. Caputo, R. Reichenbach), Topologik. Collana di Studi Internazionali di Scienze Filosofiche e Pedagogiche (numero 5), Cosenza: Pellegrini Editore, 2009
- Postmodernità e fine della ragione, con Postfazione di Raúl Fornet-Betancourt, Collana “Metodologia delle Scienze Sociali”, Vol. 17, Cosenza: Pellegrini Editore, 2010;
- A cura (con J. Breithausen, F. Caputo), Polylogikon Paedagogikon Wuppertal. Topologik. Rivista Internazionale di Scienze Filosofiche, Pedagogiche e Sociali (Testo stampato), numero 8, Cosenza: Pellegrini Editore, 2010;
- A cura (con F. Cambi) (2011). Teoria e Prassi della Bildung. Un confronto italo-tedesco/Theorie und Praxis der Bildung. Ein deutsch-italienischer Vergleich, in Topologik, 2011, numero 10, 1 Cosenza: Luigi Pellegrini Editore. ‒ A cura di (con Raúl Fornet-Betancourt), Filosofie Contemporanee, Cosenza: Pellegrini Editore, 2010;
- A cura di (con Raúl Fornet-Betancourt), L’intercultura: filosofia e pedagogia, Cosenza: Pellegrini Editore, 2011;
- La ricerca del fondamento in pedagogia - Contro una pedagogia ridotta a scienza empirica, Cosenza: Pellegrini editore, 2011;
- A cura di (con G. Serio), Educare all’onestà, oggi, nella famiglia, nella scuola, nelle istituzioni, Cosenza: Pellegrini, 2011
- (con K.O. Apel, R. Fornet-Betancourt, H. Burkhart), La fondazione dell’etica e la responsabilità per il futuro, Cosenza: Pellegrini Editore, 2013
- Il tramonto della paideia in occidente, Cosenza: Pellegrini Editore, 2013.
- Il pensiero pedagogico (intervista di F. Caputo), Cosenza: Pellegrini Editore, 2014.
- (con Karl-Otto Apel, Michele Borrelli, Holger Burkhart, Arrigo Colombo, Adela Cortina, Raúl Fornet-Betancourt), La fondazione dell’etica e la responsabilità per il futuro, Cosenza: Pellegrini Editore, 2014.
- Nuovo umanesimo o nichilismo. Grandezza e miseria dell’Occidente. Con un saggio di Karl-Otto Apel, Asterios Editore, Trieste 2017.
- A cura di (con R. Hesse, F. Caputo), Karl-Otto Apel: Vita e pensiero / Leben und Denken, pubblicato da Pellegrini Editore, giugno 2020
- Un'etica minima. Per un pianeta in via di estinzione, Editore Pellegrini, 2020
- L’Umano e l’Eterno. Liriche e voci di una esistenza al crepuscolo, Editore Asterios, 2021.

SAGGI IN VOLUMI: 
- «Ausländerpädagogik – Ersatz für politisch-ökonomische Versäumnisse?», in J. Ruhloff, (a cura di), Aufwachsen im fremden Land. Probleme und Perspektiven der ‘Ausländerpädagogik’, Peter Lang, Frankfurt/Main 1982, pp. 10- 32;
- «Politische Bildung mit ausländischen Schülern – Didaktische Voraussetzungen und Unterrichtsplanung», in Erziehung in der multikulturellen Gesellschaft, H. Essinger/A.Ucar (a cura di), Schneider, Baltmannsweiler 1984, pp. 242-250;
- Der Beitrag der interkulturellen Pädagogik zur politischen Bildung. Zweiter Bundeskongreß für politische Bildung, Leske und Budrich, Berlin 1984;
- «Lernzielermittlung – legitimation und – operationalisierung im Bereich politischer Didaktik zwischen Ideologie und Wissenschaft», in Fischer/Heide/Zizlaff (a cura di), Politische Didaktik zwischen Pädagogik und Politik, Metzler, Stuttgart 1976;
- «Zur Strategie der Lernzielermittlung und ihrer Legitimation», in Fischer/Heide/Zitzlaff (a cura di), Vergleich der Wirtschaftssysteme in beiden deutschen Staaten, 2ª ed. Metzler, Stuttgart 1976;
- «Probleme der Jugend in der modernen Gesellschaft» (con K. Rinninsland), in K.G.Fischer (a cura di), Politische Bildung, 3ª ed., Metzler, Stuttgart 1978;
- «Familie: Rolle – Auftrag – Funktionen» (con B. Spremberg e A. Schwölberger), in K.G. Fischer (a cura di), Politische Bildung, 3ª ed. Metzler, Stuttgart 1978;
- «Faschismus und Nationalsozialismus - Die “politische Rechte” kommt an die Macht» (con K.G.Fischer), in K.G.Fischer (a cura di), Politische Bildung, 3ª ed., Metzler, Stuttgart 1978;
- «Dritte Welt und vierte Welt (con K. Rinninsland), in K.G.Fischer (a cura di), Politische Bildung, 3ª ed. 1978, Metzler, Stuttgart 1978;
- «Ökologie und Umweltproblematik», in K.G.Fischer (a cura di), Politische Bildung, 3ª ed., Metzler, Stuttgart 1978;
- «Rüstung und Abrüstung – Über die Möglichkeit für den Frieden, in unserer Welt», in K.G.Fischer (a cura di), Politische Bildung, 3ª ed., Metzler, Stuttgart 1978;
- «Von den Gefahren, die die Welt bedrohen», in K.G.Fischer (a cura di), Gesellschaft und Politik, 4ª ed., Metzler, Stuttgart 1977;
- «Umweltschutz – eine Möglichkeit zum Überleben», in K.G.Fischer (a cura di), Gesellschaft und Politik, 6ª ed. Metzler, Stuttgart l982;
- «Der Nationalsozialismus – ein Kapitel unserer Geschichte» (con E. van Boemmel), in K.G.Fischer (a cura di), Gesellschaft und Politik, 6ª ed., Metzler, Stuttgart 1982;
- «Marxismus – was ist das?», in K.G.Fischer (a cura di), Gesellschaft und Politik, Metzler, Stuttgart, 6ª ed. 1982;
- «Umweltschmuzt und Ulweltschutz», in K.G.Fischer (a cura di), Mensch und Gesellschaft, 3ª ed. 1982;
- Theorien über Entstehung und Machtergreifung des italienischen Faschismus; Rassismus, Nationalsozialismus; Krieg; Waffentechnik, in K.G. Fischer (a cura di), Lehrerband “Gesellschaft und Politik”, Metzler, Stuttgart 1977, 5ª ed. 1979;
- «Marxismus», in K.G.Fischer (a cura di), Mensch und Gesellschaft, 4ª ed., Metzler, Stuttgart 1982;
- «Interkulturelle Pädagogik zwischen Wissenschaft und Politik», in Pommorin-Götze/Jehle-Santoso/Bozikake-Leisch (a cura di), Es geht auch anders. Leben und Lernen in der multikulturellen Gesellschaft, Dagyeli, Frankfurt/Main 1982, pp.270-280;
- «Politische Bildung in Italien», in: Nitzschke/Sandmann (a cura di), Metzler Handbuch für den politischen Unterricht, Stuttgart 1987, pp. 56-60;
- «Politische Bildung in Klassen mit Schülern anderer kultureller und ethnischer Herkunft» (con Helmut Essinger), in Nitzschke/Sandmann (a cura di), Metzler Handbuch für den politischen Untericht, Stuttgart 1987, pp.67-77; 1
- «Interkulturelle Pädagogik» in A.Wierlacher o O. Stötzel (a cura di), Blickwinkel - Kulturelle Optik und interkulturelle Gegenstandskonstitution, Judicium, München 1996, pp. 187-201;
- «lnterkulturelle Pädagogik als Wissenschaft der Erziehung», in S. Geeorge/W. Sander (a cura di), Demokratie-Lernen als politische und pädagogische Aufgabe. Für K.G.Fischer zum 60.Geburtstag, Metzler, Stuttgart 1988, pp.205-233;
- «Rapporto tra scienza e pedagogia», in L. Corradini/A. Pieretti/G. Serio (a cura di), Dove va la scienza? Educazione alla conoscenza ed alla responsabilità, Pellegrini, Cosenza 1990, pp. 75-85; ‒
- «Considerazioni sul fondamento gnoseologico della didattica interculturale», in G. Pampanini (a cura di), Introduzione all’educazione interculturale, C.U.E.C.M., Catania 1992, pp. 22- 36;
- «La ricostruzione interculturale ermeneutico-dialettica della pedagogia», in O. Filtzinger/C. Sirna (a cura di), Migrazione e società multiculturali, Edizioni Junior, Bergamo 1993, pp. 26-39;
- «Intercultural pedagogy: fondations and principles», in D. Buttjes/M.Byram (a cura di), Mediating Languages and Cultures: Towards an Intercultural Theory of Foreign Language Education, Multilingual Matters, Clevedon-Philadelphia 1990, pp. 275-287;
- «Filosofia dell’uguaglianza nella differenza», in S.Baur/A.Carli/D. Larcher (a cura di), Interkulturelles Handeln - Agire tra le culture, Alpha & Beta, Bolzano 1995, pp.237-239;
- «La ricostruzione della pedagogia come scienza - o della pedagogia come ermeneutica critico-dialettica», in M. Borrelli (a cura di), La pedagogia italiana contemporanea, vol. 1, Pellegrini, Cosenza 2ª ed. 1995, pp. 59-75;
- «La pedagogia - Teoreticità e scientificità. Nota introduttiva», in M. Borrelli (a cura di), La pedagogia italiana contemporanea, vol. 2, Pellegrini, Cosenza 1995, pp. 9-13;
- «Fine della modernità e rinascita della pedagogia», in M. Borrelli (a cura di), La pedagogia italiana contemporanea, vol. 3, Pellegrini, Cosenza 1996, pp. 31-59;
- «La ragione come processo di emancipazione del Gattungssubjekt nella Teoria Critica», in M. Borrelli (a cura di), La pedagogia tedesca contemporanea, vol. 2, Pellegrini, Cosenza 1996, pp. 11-47;
- «Dalla filosofia della Bildung alla scienza della educazione (Erziehungswissenschaft)- Nota introduttiva ad una svolta teoretica pedagogicamente problematica», in M. Borrelli (a cura di), La pedagogia tedesca contemporanea, vol. 2, Pellegrini, Cosenza 1996, pp. 279-288;
- «Metaphysisch-postmetaphysische Ontologie als Posthumanismus - Von Heidegger via Gadamer bis Vattimo», in Bauer/Lippitz/Maroztky/Ruhloff/Schäfer/Wulf (a cura di), Fragen nach dem Menschen in der umstrittenen Moderne. Jahrbuch für Bildungs-und Erziehungsphilosophie I, Schneider, Baltmannsweiler l998, pp.89-120;
- «Violenza-nonviolenza come problema pedagogico», in G. Serio, V. Pucci (a cura di), La non violenza: Una proposta educativa per il terzo millennio, Pellegrini, Cosenza 1998, pp.95- 100;
- «Voraussetzungen für die Konstruktion und Planung von politischen Unterricht», in W.W. Mickel (a cura di), Handbuch zur politischen BiIdung. Grundlagen – MethodenAktionsformen, Wochenschau, Schwalbach Ts. 1999, pp. 256- 260;
- «La paradossalità dell’ontologia post-ontologica delle ermeneutiche fenomenologiche e deboli», in Teoria sistemica – Ermeneutica fenomenologica – Ermeneutica trascendentale (M. Borrelli: a cura di), Collana: Quaderni Interdisciplinari. Metodologia delle scienze sociali, Pellegrini, Cosenza 1998, pp. 67-148;
- «La filosofia trascendentale dell’intersoggettività. Cenni introduttivi al discorso filosofico di Karl-Otto Apel», in Teoria sistemica – Ermeneutica fenomenologica – Ermeneutica trascendentale (M. Borrelli: a cura di), Collana: Quaderni Interdisciplinari. Metodologia delle scienze sociali, Pellegrini, Cosenza 1998, pp. 9-23;
- «Teoria sistemica - Cenni introduttivi al discorso sociologico di Niklas Luhmann», in Teoria sistemica – Ermeneutica fenomenologica – Ermeneutica trascendentale (M. Borrelli: a cura di), Collana: Quaderni Interdisciplinari. Metodologia delle scienze sociali, Pellegrini, Cosenza 1998, pp. 149-156;
- «L’ontologia postmoderna - dalla distruzione del mito al mito della distruzione», in Fallibilismo e pragmatica trascendentale – Razionalismo critico – L’idea di libertà – Religione e illuminismo – Comprendere e interpretare – L’ontologia postmoderna (M. Borrelli: a cura di), Collana: Quaderni Interdisciplinari. Metodologia delle scienze sociali, Pellegrini, Cosenza 2000, pp. 91-165;
- «La dissoluzione filosofica della filosofia: Descartes - Spinoza - Kant - Hegel - Marx», in Dissoluzione della filosofia – Discorso sulla soggettività – Fondazione ultima – Razionalismo critico e filosofia politica – Valori e valutazioni – Ragione trasversale – Metafisica e esperienza (M. Borrelli: a cura di), Collana: Quaderni Interdisciplinari. Metodologia delle scienze sociali, Pellegrini, Cosenza 2001, pp. 11-49;
- «Pedagogia come ricostruzione interculturale ermeneuticodialettica», in La pedagogia tedesca contemporanea, (M. Borrelli: a cura di), Cosenza: Pellegrini, 3ª ed. riv. e ampl. 2001, Pedagogia Teoretica Vol. 1, pp. 117-149;
- «In difesa della pedagogia», in La pedagogia tedesca contemporanea (M. Borrelli: a cura di), Cosenza: Pellegrini, 3ª ed. riv. e ampl. 2001, Pedagogia Teoretica Vol. 1, pp. 413-416;
- «Che cos’è la filosofia? Il problema della legittimità e della fondazione in filosofia e scienza», in Filosofi Italiani Contemporanei, (M. Borrelli: a cura di), Cosenza: Pellegrini, 2003, Metodologia delle scienze sociali Vol. 6, pp. 7-30;
- «Prefazione» a F. Caputo, Scienza pedagogica comunicativa: Jürgen Habermas, Cosenza: Pellegrini, 2003, Collana Pedagogia Teoretica, pp. 7-21;
- «L’utopizzazione della critica. La pedagogia nel rapporto di tensione tra l'utopicità del concetto e la fattualità della contingenza», in Pedagogia critica, (M. Borrelli: a cura di), Cosenza: Pellegrini, 2004, Collana "Pedagogia Teoretica", pp. 211-232;
- «La pragmatica trascendentale e la complementarità delle metodologie», in K.-O. Apel, Lezioni di Aachen e altri scritti (M. Borrelli: a cura di, traduzione e presentazione), Cosenza: Pellegrini, 2004, Collana Metodologia delle scienze sociali, pp. 17-37;
- «L’etica del discorso e i suoi presupposti emancipativi», in K.-O. Apel, Lezioni di Aachen e altri scritti, (M. Borrelli: a cura di, traduzione e presentazione), Cosenza: Pellegrini, 2004, Collana Metodologia delle scienze sociali, pp. 39-64;
- «La fondazione ultima e il rapporto con l’etica del discorso», in K.-O. Apel, Lezioni di Aachen e altri scritti, (M. Borrelli: a cura, traduzione e presentazione), Cosenza: Pellegrini, 2004, Collana Metodologia delle Scienze Sociali, pp. 65-75;
- «La ricostruzione trascendentalermeneutica della filosofia moderna come possibilità di fondazione ultima di filosofia e scienza», in Karl-Otto Apel, Cambiamento di paradigma. La ricostruzione trascendentalermeneutica della filosofia moderna, (M. Borrelli: a cura, traduzione e presentazione), Cosenza: Pellegrini, 2005, Collana Metodologia delle scienze sociali, pp. 19-52;
- «La rivoluzione epistemologica di K. R. Popper - Nota introduttiva», in M. M. Battaglia, Storia e cultura in Karl Raimund Popper, Cosenza: Pellegrini, 2005, Collana Metodologia delle scienze sociali, pp. 9-13;
- «L’interazionismo simbolico di Erving Goffman - Nota introduttiva», in M. Cerulo, Sociologia delle cornici. Il concetto di frame nella teoria sociale di Erving Goffman, Cosenza: Pellegrini, 2005, Collana Metodologia delle scienze sociali, pp. 9-16;
- «Il discorso etico-pedagogico nel pensiero classico e medievale – Nota introduttiva», in F. Caputo, Etica e Pedagogia. Vol. 1: Linee di teorizzazione etica e pedagogica nel pensiero classico e medievale, Pellegrini, Cosenza 2005, Collana Pedagogia Teoretica, pp. 7-12;
- «Il discorso etico-pedagogico dal Rinascimento a Nietzsche – Nota introduttiva», in F. Caputo, Etica e Pedagogia. Vol. 2: Linee di teorizzazione etica e pedagogica dal Rinascimento a Nietzsche, Pellegrini, Cosenza 2005, Collana Pedagogia Teoretica, pp. 7-14;
- «Il discorso etico-pedagogico dal Novecento ad oggi – Nota introduttiva», in F. Caputo, Etica e Pedagogia. Vol. 3: Linee di 17 Pagina 17 – Curriculum vitae ed elenco pubblicazioni scientifiche di Michele Borrelli teorizzazione etica e pedagogica dal Novecento ad oggi, Pellegrini, Cosenza 2005, Collana Pedagogia Teoretica, pp. 9-28;
- «Etica e democrazia - Nota introduttiva», in S. Lo Giudice, Profili della contemporaneità. Temi e problemi di etica sociale, Cosenza: Pellegrini, 2005, Collana Metodologia delle scienze sociali, pp. 11-15;
- «Die Dreiteilung der Vernunft bei Kant als transzendentaldialektische Grundlegung von Paedagogik», in Perspektiven Allgemeiner Paedagogik, (Ruhloff J., Bollmann J., Et Alii: a cura di), Weinheim und Basel: Beltz, 2006, pp. 113-123; ‒ «Riflessioni sulle possibilità di fondazione della scienza pedagogica», in L. Corradini, Pedagogia e cultura per educare. Saggi in onore di Giuseppe Serio, Pellegrini, Cosenza 2006, pp. 155-169;
- «Filosofia: tra ermeneutica e pragmatica trascendentale. La sfida di Karl-Otto Apel», in Karl-Otto Apel, Ermeneutica e filosofia trascendentale in Wittgenstein, Heidegger, Gadamer, Apel, Pellegrini, Cosenza 2006, pp.13-42;
- «L’utopia del linguaggio e il senso (pedagogico) della critica», in Topologik. Collana di Studi Internazionali di Scienze Filosofiche e Pedagogiche (numero 1), Cosenza: Pellegrini Editore, 2007, pp. 95-114; ‒ «La trasformazione trascendentalsemiotica apeliana della filosofia moderna», in Topologik. Collana di Studi Internazionali di Scienze Filosofiche e Pedagogiche (numero 1), Cosenza: Pellegrini Editore, 2007, pp. 9-15;
- «La pedagogia interculturale: fondazione teoretica ed ipotesi didattiche», in Topologik. Collana di Studi Internazionali di Scienze Filosofiche e Pedagogiche (numero 2), Cosenza: Pellegrini Editore, 2007, pp. 142-149;
- «Aporia e nichilismo nel pensiero occidentale», in Topologik. Collana di Studi Internazionali di Scienze Filosofiche e Pedagogiche (numero 2), Cosenza: Pellegrini Editore, 2007, pp. 7-28;
- «Ethique et émancipation chez Karl-Otto Apel», in Topologik. Collana di Studi Internazionali di Scienze Filosofiche e Pedagogiche (numero 2), Cosenza: Pellegrini Editore, 2007, pp. 29-46;
- «La legalità. Un valore forte al quale l'educazione non può rinunciare», in A. Nicaso, Senza onore. Antologia di testi letterari sulla 'ndrangheta, Cosenza: Pellegrini Editore, 2007, pp. 7-12;
- «L’utopia del linguaggio e il senso (pedagogico) della critica», in P. Salandini, R. Lolli (a cura di), Filosofie nel tempo. Percorsi monografici, Roma: Spazio Tre Edizioni, 2007, pp. 435-456;
- «Il nesso povertà-persona nell'era della globalizzazione in Topologik. Collana di Studi Internazionali di Scienze Filosofiche e Pedagogiche (numero 2), Cosenza: Pellegrini Editore, 2007, pp. 150-154;
- «Aporetik als Grundform moralischer und ethischer Diskurse», in D. Benner (a cura di), Bildungsstandards. Instrumente zur Qualitätssicherung im Bildungswesen Chancen und Grenzen – Beispiele und Perspektiven, Paderborn: Schöningh-Verlag, 2007, pp. 157-168;
- «L’aporetica come struttura di fondo dell’etica del discorso?», in Laudatio in honorem Karl-Otto Apel, cura di (con M. Kettner), Cosenza: Pellegrini Editore, 2007, pp. 13-18;
- «Salviamo senso e dignità della Bildung. Appello a sottoscrivere la Dichiarazione di Francoforte», in Topologik. Collana di Studi Internazionali di Scienze Filosofiche e Pedagogiche (numero 2), Cosenza: Pellegrini Editore, 2007, pp. 76-77;
- «L’aporetica come struttura di fondo dell’etica del discorso? Oltre la detrascendentalizzazione di Habermas e Wellmer», in Filosofia trascendentalpragmatica – Transzendentalpragmatische Philosophie - Scritti in onore di Karl-Otto Apel per il suo 85º compleanno, a cura di, con M. Kettner, Cosenza: Pellegrini Editore, 2007, pp. 51-64;
- «Manifesto per una Calabria libera e delle persone oneste», Qualeducazione, 2008, n. 1/2, pp. 13-15;
- «L’amore sacro e l’amore profano», in Topologik. Collana di Studi Internazionali di Scienze Filosofiche e Pedagogiche (numero 3), Cosenza: Pellegrini Editore, 2008, pp. 39-44;
- «Ricordando Kurt Gerhard Fischer: maestro di vita e di scienza», in Topologik. Collana di Studi Internazionali di Scienze Filosofiche e Pedagogiche (numero 3), Cosenza: Pellegrini Editore, 2008, pp. 80-93;
- «Aporetik als Grundform moralischer und ethischer Diskurse», in Topologik. Collana di Studi Internazionali di Scienze Filosofiche e Pedagogiche (numero 3), Cosenza: Pellegrini Editore, 2008, pp. 28-38;
- «Ethique et émancipation chez Karl-Otto Apel», in M. Charmillot, C. Dayer, M. Schurmans (a cura di), Connaissance et émancipation. Dualismes, tensions, politique, Logiques Sociales - Série Sociologie de la connaissance, dirigée par Francis Farrugia, Paris: Harmattan, 2008, pp. 59-80;
- «La svolta ermeneutica in filosofia nel pensiero di Karl-Otto Apel», in Topologik. Collana di Studi Internazionali di Scienze Filosofiche e Pedagogiche (numero 4), Cosenza: Pellegrini Editore, 2008, pp. 12-21; ‒ «Didattica dell’intelligence per la prevenzione della criminalità e la difesa della democrazia», in Topologik. Collana di Studi Internazionali di Scienze Filosofiche e Pedagogiche (numero 4), Cosenza: Pellegrini Editore, 2009, pp. 105-132;
- «Metafisica e nichilismo - Lettera a Kant», in Filosofie Contemporanee, a cura di (con Raúl Fornet-Betancourt), Cosenza: Pellegrini Editore, 2010, pp. 379-400;
- «Pedagogia critica - Critica della pedagogia», in G. Spadafora (a cura di), Verso l’emancipazione, Studi di pedagogia critica, Roma: Carocci, 2010, pp. 47-62;
- «De la hermenéutica del ser de Martin Heidegger a la 19 Pagina 19 – Curriculum vitae ed elenco pubblicazioni scientifiche di Michele Borrelli hermenéutica trascendental de Karl-Otto Apel», in A. Fornari, C. Pérez Zavala, J. Wester (a cura di), La razón en tiempos difícile - Homenaje a Dorando J. Michelini, Rio Cuarto: ICALA, 2010, pp. 63-73;
- «La trasformazione interculturale della filosofia», Intervista a Raúl Fornet-Betancourt, con F.Caputo, in Filosofie Contemporanee, a cura di (con Raúl Fornet-Betancourt), Cosenza: Pellegrini Editore, 2010, pp. 71-105; ‒ «Pedagogia interculturale tra economia e politica», in L’intercultura: filosofia e pedagogia, a cura di (con Raúl FornetBetancourt), Collana Metodologia delle Scienze Sociali, 20, Cosenza: Pellegrini Editore, 2011, pp. 107-130;
- «La fondazione del vincolo etico da Immanuel Kant a Karl-Otto Apel». In: Karl-Otto Apel, Michele Borrelli, Holger Burkhart, Raúl Fornet-Betancourt, La fondazione dell'etica e la responsabilità per il future, pp. 25-40, Cosenza: Luigi Pellegrini Editore, 2013
- «L’universalizzazione dell’etica, unica prospettiva per il futuro dell’umanità. Omaggio a Karl-Otto Apel». In: Karl-Otto Apel, Michele Borrelli, Holger Burkhart, Arrigo Colombo, Adela Cortina, Raúl Fornet-Betancourt, L’etica e la responsabilità per il futuro, pp. 109-127, Cosenza: Luigi Pellegrini Editore, 2014.
- «La sfida tedesca al pensiero filosofico. La filosofia ‘parla tedesco’ e continua a ‘rimanere grande’», in Karl-Otto Apel: Vita e pensiero / Leben und Denken, a cura di M. Borrelli, F. Caputo, R. Hesse, Pellegrini Editore, Cosenza 2020, pp. 7-9.
- «La psicoanalisi come pratica linguistica di emancipazione individuale e collettiva da Freud ad Apel via Kant e Marx», in Karl-Otto Apel: Vita e pensiero / Leben und Denken, a cura di M. Borrelli, F. Caputo, R. Hesse, Pellegrini Editore, Cosenza 2020, pp. 219-240.
- «Nota conclusiva al problema dell’etica nella pragmatica trascendentale di Karl-Otto Apel», in Karl-Otto Apel: Vita e pensiero / Leben und Denken, a cura di M. Borrelli, F. Caputo, R. Hesse, Pellegrini Editore, Cosenza 2020, pp.847-861.
- «Globalisierung, Menschenrechte und Bildung – Die gegenwärtige Situation in Italien», Extension of Human Rights to Education, June 2020 Copyright © PoliTeknik, pp. 151-157.

SAGGI IN RIVISTE: 
- «Erstes seminar für Gastarbeiter-Kinder in der Bildungsstätte Dorfweil», in Tübinger Brief, 2/1974;
- «Unterrichtsmodell: Jugendkriminalität», in Politische Didaktik, 1/1975;
- «Politische Didaktik an den Hochschulen der Bundesrepublik und West-Berlin I», in Politische Didaktik, 1/1975;
- «Unterrichtsmodell: Familie – aus der Sicht der Kinder», in Politische Didaktik, 4/1976;
- «Politische Didaktik an den hochschulen der Bundesrepublik und West-Berlin II», in Politische Didaktik, 2/1977;
- Bericht über die Gruppenarbeit und anschließende Diskussion von zwei Skizzen für Unterrichtseinheiten ‘Jugendarbeitslosigkeit”, in Situation und perspektiven der Politischen Bildung. Hessisches Institut für Lehrerfortbildung, Reinhardswaldschule, Lehrgang 3405/78 in Zusarnmenarbeit mit der deutschen Vereinigung für Politische Bildung LandesVerband Hessen; ‒ «Die politische Bildung und die Entwürfe zur Reform der Struktur der “höheren Sekundarstufe” in Italien», in Politische Didaktik, 2/1978;
- «Ausländerpädagogik” auf neuen Wegen. Versuche in Hessen italienischen Kindern das Lernen zu erleichtern» (con K.G.Fischer), in Materialien zur politischen Bildung, 1/79;
- «Der Beitrag der italienischen Kommunisten zur politischen Bildung: Schulreform und Arbeiterbildung», in Politische Didaktik, 3/1979;
- «Politische Parteien und Bildungssystem in Italien», in Informationsdienst zur Ausländerarbeit; Thema: Italienische Emigranten, Institut für Sozialarbeit und Sozialpädagogik, ISS 3/1981; ‒
- «Gewerkschaftliche Bildungsarbeit in Italien», in Informationsdienst zur Ausländerarbeit, 3/1981, Thema: Italienische Emigranten, ISS 3/1981;
- «Sind Segregation und Islamisierung die Lösung der probleme türkischer Gastarbeiterkinder? Eine Replik auf M. Andacs Beitrag “Völlig überdordert zwischen zwei Kulturen”», in Materialien zur Politischen Bildung, 1/1981;
- «Interkulturelle Pädagogik – Exotik – Pädagogik?», in Ausländerkinder. Forum für Schule und Sozialarbeit, n. 18/1984;
- «Political Education in classes with students from different cultural and ethnical. Conference on Intercultural Curriculum» (con H. Essinger). Versione francese in: Conseil de l’Europe, Strasbourg 1985, The CDCC’s project n.7. “The education and cultural developpement of migrants”; ‒ «Zur Didaktik der politischen Bildungsarbeit rnit ausländischen Kindern und Jugendlichen. Bildungsprinzipien und Inhaltskategorien», in Forum Politische Bildung, Deutsche Vereinigung für Politische Bildung – Landesverband Hessen (a cura), 2/1985;
- «Prinzipien in der politischen Bildungsarbeit mit ausländischen und deutschen schülern», in Politisches Lernen 2 Gast – «Arbeiter im Unterricht, Deutsche Vereinigung für Politische Bildung» –Landesverband Nordrhein-Westfalen, Dortmund 1985;
- «Zur politischen Ökonomie der Arbeitsauswanderung I: Türkei», in Die Brücke, 25/1985;
- «Zur politischen Ökonomie der Arbeitsauswanderung II: Italien», in Die Brücke, 26/1985;
- «Zur politischen Ökonomie der Arbeitsauswanderung III: 21 Pagina 21 – Curriculum vitae ed elenco pubblicazioni scientifiche di Michele Borrelli Griechenland», in Die Brücke, 27/1985;
- «Zur politischen Ökonomie der Arbeitsauswanderung IV: Jugoslawien», in Die Brücke, 28/1986;
- «Zur politischen Ökonomie der Arbeitsauswanderung V: Spanien», in Die Brücke, 29/1986;
- «Zur politischen Ökonomie der Arbeitsauswanderung VI: Portugal», in Die Brücke, 23/1986;
- «Ökonomische Theorien der internationalen Arbeitsteilung. Ein Literatudbericht, I» in Die Brücke, 31/1986;
- «Interkulturelle Pädagogik als Widerstand-Pädagogik», in Die Brücke, 30/1986;
- «Zur politischen Ökonomie der Arbeitsauswanderung: Arbeitsemigration als Reservearmee in deutschen Kapitalismus, I» in Die Brücke, 35/1987;
- «Zur politischen Ökonomie der Arbeitsauswanderung, II e III: “Ausländer - Raus - Parolen und Arbeitsplatz Deutschland”» in Die Brücke, 36/1987;
- «Interkulturelle Pädagogik – Versuch einer Standortbestimmung» (con K.G.Fischer e H.Essinger) in Die Brücke, 29/1986. Versione turca: «Kültürler Arasi Pedagoji, in Bizim Almanca» in Unser Deutsch, 15/1986. Versione olandese: «Interculturele pedagogiek. Pedagogiek van het verzert: een pleidooi», in Stimulans, 8/1987.
- «Etica e politica», in Qualeducazione, 7/9 -1990, pp.9-14; ‒ «Idealismo e pedagogia in G.W.Hegel e G.Gentile», in Qualeducazione, 7/9-1991, pp. 5-14;
- «Considerazioni epistemologiche sulla legittimazione degli obiettivi di apprendimento nella didattica della politica di Kurt Gerhard Fischer», in Qualeducazione, 4/6-1992, pp. 17-31;
- «Interkulturelle Pädagogik – Eine Sonderpädagogik?», in Deutsche Vereinigung für politische Bildung –Landesverband Hessen, 1993;
- «L’ontologia ermeneutica come teoria del linguaggio», in Qualeducazione, 10/12 -1996, pp. 14-33;
- «La ragione come processo di emancipazione del Gattungssubjekt nella Teoria Critica», in Qualeducazione, 1/6 - 1996, pp. 15-37;
- «Fine della modernità e rinascita della pedagogia – La risposta pedagogica al postmoderno in filosofia», in Qualeducazione, 7/9 -1996, pp. 16-31;
- «L’ontologia ermeneutica come teoria del linguaggio – HansGeorg Gadamer», in Qualeducazione, 10/12- l996, pp.l4-30;
- «L’ontologia fenomenologico-ermeneutica», in Qualeducazione, 7/12 -1997, pp. 13-30;
- «Interkulturelle Pädagogik als Wissenschaft der Erziehung», in Die Brücke, 38/1997;
- «Pedagogia interculturale tra economia e politica», in Qualeducazione, 7/9 -1998, pp. 14-23;
- «L’ontologia postmoderna - dalla distruzione del mito al mito della distruzione (I Parte)», in Qualeducazione, n. 55/1999, pp. 18-42;
- «L’ontologia postmoderna - dalla distruzione del mito al mito della distruzione (II Parte)», in Qualeducazione, n. 56/2000, pp. 22-37;
- «Kurt Gerhard Fischer. L’uomo e il Maestro. Lo studioso: riflessioni sul rapporto tra normatività ed empiricità», in Qualeducazione, n. 61/2001, pp. 14-27;
- «Interkulturelle Pädagogik zwischen Ökonomie und Politik», in Die Brücke, n. 126/2002, pp. 87-94;
- Traduzione italiana dal tedesco: «Formazione e democrazia», di Dietrich Benner. Titolo originale: «Bildung und Demokratie», di Benner Dietrich, in Qualeducazione, 2002, p. 15-28;
- «La pragmatica universale e la struttura emancipativa del discorso in Jürgen Habermas», in Qualeducazione, n. 64/2003, pp. 27-42;
- «Introduzione all’etica del discorso: Karl-Otto Apel», in Qualeducazione, n. 66/2003, pp. 4-13;
- «Utopisierung von Kritik. Pädagogik im Spannungsverhaeltnis von utopischem Begriff und kontingenter Faktizität», in Zeitschrift für Pädagogik, n. 46/2003, pp. 142-154;
- Traduzione italiana dal tedesco: «Sul contrasto tra formazione e globalizzazione», di Dietrich Benner Titolo originale: «Ueber den Widerstreit von Bildung und Globalisierung», di Dietrich Benner, in Qualeducazione, n. 4, fasc. 66, 2003, p. 17-28;
- «The Utopianisation of Critique: The Tension between Education Conceived of as a Utopian Concept and as one Grounded in Empirical Reality», in Journal of Philosophy of Education, Issue on Critique, Conformism and Critique in Liberal Society, 2004, Vol. 38, n. 3, pp. 441-454;
- «La tripartizione kantiana della ragione come possibilità di fondazione trascendental-dialettica della pedagogia», in Qualeducazione, 2004, n.1-4, n. 67, pp. 5-13;
- «Il concetto di Vernunft in Kant», in Bollettino Filosofico - Dipartimento di Filosofia - Università degli Studi della Calabria, 2005, Vol. 21, pp. 53-60;
- «Kant-Stirner. Dall’Io trascendentale all’Io empirico», in Qualeducazione, fascicolo 68, 2005, p. 14-23;
- «La trasformazione trascendentalsemiotica apeliana della filosofia moderna» in Topologik.net (rivista on-line), n. 1/2006, pp. 1-8;
- «L’utopia del linguaggio e il senso (pedagogico) della critica», in Topologik.net (rivista on-line), n. 1/2006, pp. 1-25;
- «Aporia e nichilismo nel pensiero occidentale», in Topologik.net (rivista on-line), n. 2/2006, pp. 1-24;
- «Ethique et émancipation chez Karl-Otto Apel», in Topologik.net (rivista on-line), n. 2/2006, pp. 1-19;
- Traduzione italiana dal tedesco: «Il sistema formativo non è un’azienda». Titolo originale «Das Bildungswesen ist kein Wirtschafts-Betrieb!», in U. Frost (a cura di), Unternehmen Bildung. Die Frankfurter Einsprüche und kontroverse Positionen zur aktuellen Bildungsreform, Sonderheft Vierteljarsschrift für wissenschaftliche Pädagogik, Schöningh, Paderborn, München, Wien, Zürich, 2006, pp. 12-15, in Topologik.net (rivista on-line), n.2/2006, p. 1-5; testo stampato in Topologik. Collana di Studi Internazionali di Scienze Filosofiche e Pedagogiche (numero 2), Cosenza: Pellegrini Editore, 2007, pp.61-64;
- Traduzione italiana dal tedesco: «Dichiarazione di Francoforte». Titolo originale «Frankfurter Erklärung», di Andreas Gruschka, Ulrich Herrmann, Frank-Olaf Radke, Udo Rauin, Jörg Ruhloff, Horst Rumpf, Michael Winkler, in U. Frost (a cura di), Unternehmen Bildung. Die Frankfurter Einsprüche und kontroverse Positionen zur aktuellen Bildungsreform, Sonderheft Vierteljarsschrift für wissenschaftliche Pädagogik, Schöningh, Paderborn, München, Wien, Zürich, 2006, pp. 16-18, in Topologik.net (rivista on-line), n.2/2006, pp. 1-4; testo stampato in Topologik. Collana di Studi Internazionali di Scienze Filosofiche e Pedagogiche (numero 2), Cosenza: Pellegrini Editore, 2007, pp.65-67;
- «La fine del sacro e l'avvento del nichilismo?», in Qualeducazione, n. 1-4/2006, pp. 26-34;
- «Il nesso povertà-persona nell’era della globalizzazione», in Topologik.net (rivista online), n. 2/2006, pp. 1-5;
- «La pedagogia interculturale: fondazione teoretica ed ipotesi didattiche», in Topologik.net (rivista online), n. 2/2006, pp. 1-10;
- «Salviamo senso e dignità della Bildung. Appello a sottoscrivere la Dichiarazione di Francoforte», in Topologik.net (rivista online), n. 2/2006, pp. 1-2;
- «Aporetik als Grundform moralischer und ethischer Diskurse», in Topologik.net (rivista online), numero 3/2007-2008, pp. 1-5;
- «Ricordando Kurt Gerhard Fischer: maestro di vita e di scienza», in Topologik.net (rivista online), numero 3/2007-2008, pp. 1-6;
- «La svolta ermeneutica in filosofia nel pensiero di Karl-Otto Apel», in Topologik.net (rivista online), numero 4/2008, pp. 1- 13;
- «Manifesto per una Calabria libera e delle persone oneste», in Qualeducazione, 1-2/2008, pp. 13-15;
- «Didattica dell’intelligence per la prevenzione della criminalità e la difesa della democrazia», in Topologik.net (rivista online), numero 5/2009, pp. 1-30;
- «La fondazione del vincolo etico in Karl-Otto Apel», in Topologik. Rivista Internazionale di Scienze Filosofiche, Pedagogiche e Sociali, numero 6/2009, on-line: pp. 53-65; testo stampato: pp. 49-58;
- «La fondazione pragmatica dell’etica», in Qualeducazione, n. 73/2009, pp. 18-27;
- «La fondazione del vincolo etico in Karl-Otto Apel», in Rivista di Studi Utopici, n. 7/2009, pp. 165-175;
- «Filosofia Postmoderna o Filosofia Critica? Un confronto tra paradigmi», in Topologik. Rivista Internazionale di Scienze Filosofiche, Pedagogiche e Sociali, numero 7/2010, on-line: pp. 19-39; testo stampato: pp.27-42;
- «La fine della Bildung e della Paideia occidentale - Hommage an Jörg Ruhloff», in Topologik. Rivista Internazionale di Scienze Filosofiche, Pedagogiche e Sociali, numero 8/2010, on-line: pp. 1-11; testo stampato: pp. 9-16;
- «Il problema del fondamento o del Grund - Contro una pedagogia ridotta a scienza», in Topologik. Rivista Internazionale di Scienze Filosofiche, Pedagogiche e Sociali, numero 9/2011, on-line: pp. 65-84; testo stampato: pp. 85-100.
- «Das Ende der Bildung und der abendländischen Paideia». Topologik. Rivista Internazionale di Scienze Filosofiche, Pedagogiche e Sociali, 2011, Vol. numero 10, pp. 183-192.
- «Il problema del fondamento o del Grund - Contro una pedagogia ridotta a scienza». Topologik. Rivista Internazionale di Scienze Filosofiche, Pedagogiche e Sociali, Nuova Serie, 2011, Vol. numero 9, pp. 85-100
- «La Paideia dell’Occidente», Topologik. Rivista Internazionale di Scienze Filosofiche, Pedagogiche e Sociali, 2012, n. 12, pp. 27-39.
- «Il nichilismo come destino della paideia occidentale»,Topologik. Rivista Internazionale di Scienze Filosofiche, Pedagogiche e Sociali, 2013, n. 13, pp. 23-37.
- «L’universalizzazione dell’etica, unica prospettiva per il futuro dell’umanità – Omaggio a Karl-Otto Apel», Topologik. Rivista Internazionale di Scienze Filosofiche, Pedagogiche e Sociali, 2014, n.16, pp. 9-20.
- «L’etica del discorso», Topologik. Rivista Internazionale di Scienze Filosofiche, Pedagogiche e Sociali, 2015, n.18, pp. 29- 37.
- «İnsan Hakları ve Eğitim – Günümüz İtalya’sında Veriler ve Yansımalar» Politeknik, 14/2016, http://politeknik.de/p7558/;
- «Verso la paideia della responsabilità planetaria. Omaggio a Raúl Fornet-Betancourt»,Topologik, vol. 19 Numero speciale / Special issue, 2016, pp. 183-203;
- «Utopia del linguaggio e etica del discorso in ambito pedagogico». Ética y Discurso, vol. 1, 2016, pp. 41-67;
- «La psicoanalisi come pratica linguistica di emancipazione individuale e collettiva da Freud ad Apel» . L’Inconscio, N. 2/2016 – L’inconscio politico, pp. 46-61, doi: 10.19226/015;
- «Hümanizm ya da Nihilizm. Batılı Paideia’nın Büyüklüğü ve Sefaleti». Politeknik, 12/2016, http://politeknik.de/p6865/;
- «Humanismus oder Nichilismus Grösse und Elend der abendländlichen Paideia». Politeknik, 12/2016, http://politeknik.de/p6868/;
- «Neuer Humanismus oder Nihilismus». Concordia, vol. 71, pp. 3-19.
- Diritti dell’uomo e formazione – Dati e riflessioni sulla situazione in Italia oggi, Politeknik, Ausgabe 14/2016, http://politeknik.de/p7562/
- «Metafisica e nichilismo. Il problema della verità in Martin Heidegger», Topologik. Rivista Internazionale di Scienze Filosofiche, Pedagogiche e Sociali, 2018, n.23, pp. 18-31. «Progetto Internazionale di Ricerca e Sperimentazione: “L’insegnamento dell’etica nelle scuole pubbliche”
- La competenza etico-morale come segmento curricolare della scuola pubblica», con D. Benner, F. Caputo, Topologik. Rivista Internazionale di Scienze Filosofiche, Pedagogiche e Sociali, 2018, n.23, pp. 87-111.
- «Nota introduttiva al problema dell’etica nella pragmatica trascendentale di Karl-Otto Apel», Topologik, Issue n° 24, 2018/2019, numero speciale / Sondernummer / Special Issue: Karl-Otto Apel. Vita e Pensiero / Leben und Denken, vol. 1, pp. 3-11.
- «Il diritto alla cultura come espressione di pensiero», Politeknik, Ausgabe 22, http://politeknik.de/p9811/
- «Il crescente nazionalismo della Lega di Salvini trova impreparata un’Italia che non ha fatto i conti col suo passato fascista», Politeknik, Ausgabe-24/2019, http://politeknik.de/p10614/
- L’Italia e la democrazia che affonda – Il caso della Capitana Carola Rackete», Politeknik, Ausgabe-25/2019, http://politeknik.de/p10827/
- «La psicoanalisi come pratica linguistica di emancipazione individuale e collettiva da Freud ad Apel», Topologik, Issue n° 24, 2018/2019, numero speciale / Sondernummer / Special Issue: Karl-Otto Apel. Vita e Pensiero / Leben und Denken, vol. 1, pp. 77-92.
- «Cambiamento di paradigma – Dall’etica del discorso di KarlOtto Apel all’etica della responsabilità planetaria», Topologik, Issue n° 26, 2019/2020, numero speciale / Sondernummer / Special Issue: Karl-Otto Apel. Vita e Pensiero / Leben und Denken, vol. 2, pp. 5-8.
- «La fine del mito e l’avvento del nichilismo», Teoria 2020-1, a cura di A. Fabris , A. Rocha de la Torre, Forme del nichilismo contemporaneo/Patterns of Contemporary Nihilism, pp. 195-220. DOI: https://doi.org/10.4454/teoria.v40i1.99

TRADUZIONI DAL TEDESCO: 
- Kurt Gerhard Fischer, L’educazione politica nella Germania Federale – Un’introduzione alla didattica politica, introd. di L. Corradini, Le Monnier, Firenze 1979;
- La pedagogia tedesca contemporanea vol. I, Pellegrini, Cosenza 1993. Opera originale: Deutsche Gegenwartspädagogik, vol. I (a cura di, con J. Ruhloff), Schneider, Baltmannsweiler 1993;
- La pedagogia tedesca contemporanea vol. II, Pellegrini, Cosenza 1996. Opera originale: Deutsche Gegenwartspädagogik (a cura di, con J. Ruhloff), vol. II, Schneider, Baltmannsweiler 1996;
- La pedagogia tedesca contemporanea vol. III, Pellegrini, Cosenza 1998. Opera originale: Deutsche Gegenwartspädagogik (a cura di, con J. Ruhloff), vol. III, Schneider, Baltmannsweiler 1998;
- Quaderni interdisciplinari. Metodologia delle scienze sociali, volume 1 (1998), volume 2 (2000), volume 5 (2001), Pellegrini, Cosenza;
- Pedagogia critica, Pellegrini, Cosenza, 2004;
- Karl-Otto Apel, Lezioni di Aachen e altri scritti, Pellegrini, Cosenza, 2004;
- Karl-Otto Apel, Cambiamento di paradigma. La ricostruzione trascendentalermeneutica della filosofia moderna, Pellegrini, Cosenza, 2005.
- Karl-Otto Apel, Ermeneutica e filosofia trascendentale in Wittgenstein, Heidegger, Gadamer, Apel, Pellegrini, Cosenza 2006.
- Reinhard Hesse, Perché la filosofia? Fondamenti della filosofia: tra verità e potere, introd. di M. Borrelli, Collana Metodologia delle Scienze Sociali, vol. 18, Cosenza: Pellegrini Editore, 2010. Opera originale: Reinhard Hesse, Worum geht es in der Philosophie? Grundfragen der Philosophie zwischen Wahrheit und Macht, Reihe: Einführungen: Philosophie, LIT Verlag GmbH & Co. KG Wien, Zweigniederlassung Zürich 2008, LIT Verlag Dr. W.Hopf Berlin 2008.

TRADUZIONI DAL TEDESCO E DAL FRANCESE: 
- Filosofie contemporanee, (a cura di, con Raúl FornetBetancourt), Pellegrini, Cosenza: 2010;
- L’intercultura: filosofia e pedagogia (a cura di, con Raúl FornetBetancourt), Pellegrini, Cosenza: 2011.